# 아르셀로미탈
아르셀로미탈(ArcelorMittal)은 룩셈부르크에 본사를 두고 있는 철강생산업체이다. 전신은 룩셈부르크의 철강회사 아르셀로와 인도의 철강회사 미탈이다. 2006년 두 회사는 합병을 하여 아르셀로미탈이 되었다. 아르셀로미탈은 2014년 현재 조강생산량이 9,810만톤에 이르는 세계 최대의 철강 생산업체이다. 또한 2016년 포춘 500대 기업 순위에서 108위를 차지하기도 했다.

## 역사
아르셀로미탈은 2006년 인도의 다국적 철강 업인 Mittal Steel이 서유럽의 철강 업체인 Arcelor(스페인, 프랑스, 룩셈부르크)를 인수하여 주당 40.37유로(약 330억 달러)의 비용으로 창립되었다. Mittal Steel은 이전에 시도 되었지만 주주 승인을 받지 못한 Arcelor와 Severstal 간의 합병 계획을 대신하는 적대적 인수 합병을 실시했다. 그 결과 합병 된 기업은 ArcelorMittal로 명명되었으며, 룩셈부르크에 본사를 두고 있다.
그 결과 아르셀로미탈은 세계 철강의 약 10 %를 생산하며 세계에서 가장 큰 철강 회사가 되었다. 2007년 총 매출액은 1,050억 달러였고, 2008년 10월, 아르셀로미탈의 시가 총액은 300억 달러를 넘어섰다.

### 공장 폐쇄 및 사업 규모 축소
2008년 12월, ArcelorMittal은 뉴욕주 Lackawanna에 있는 Bethlehem Steel공장과 일리노이주 Hennepin에 있는 LTV Steel을 포함하여 여러 공장 폐쇄를 발표했다. 우크라이나의 가장 큰 철강 생산 업체 인 Kryvorizhstal를 인수한 후 5만 7000여명의 직원을 30000명으로 구조조정하기도 했다.

### 가격 담합
아르셀로미탈은 후에 "클럽 유럽"으로 알려진 17개의 철강생산업체로 이루어진 "클럽 취리히"의 멤버임이 밝혀졌다. 18년 동안 멤버들은 유통가격을 고정시키고 각 회사의 기밀정보를 공유하였다. 이에 대한 벌금은 2개의 죄가 인정되어 다른 회사보다 높게 책정되었다.
2016년 8월에는 남아프리카 공화국 공정거래위원회(Competition Committee) 2008년부터 실시한 조사에서 가격담합을 한 혐의가 발견되었다. 아르셀로미탈은 5년 동안 25억 랜드 (미화 약 1억1천9백만달러)의 벌금을 물어야했다. 합의의 일환으로 회사는 5년 동안 자본금으로 4.64억 랜드를 투자하기로 동의했다.

### 세네갈과의 계약 재개를위한 중재 합의
아르셀로미탈은 세네갈에 22억달러 규모의 철광석 광산을 개발하는 계약을 체결했다. 여기에는 750km의 철도 선로 건설이 포함되었다. 하지만 회사는 계약을 연기하고 이행하지 못하자 세네갈 정부는 기존일정에 따라 고소를 진행했다. 그 결과 2014년 6월 파리국제상공회의소 중재법원은 세네갈에 1억 5천만 달러의 승소판정을 했다.

### 기타 역사
2011년 1월 26일, 자사의 스테인레스 스틸 사업부를 새로운 계열사인 Aperam으로 분리독립하였다.
2012년에 회사는 220억 달러의 부채를 지녔다. 2012년 기준으로, 과도한 설비와 유럽의 철강 수요 감소로 고로 25대 중 9대가 유휴 상태였으며, 2012년 10월 프랑스 Florange에서 고로 2대를 영구적으로 폐쇄했다.
2012년 10월 31일, 중국 경제의 침체로, 전년도의 6억5900만 달러 이익과 달리 12년 3분기에 7억 900만 달러의 손실을 입었다.
2013년 1월 아르셀로미탈은 미국 앨라배마주 Calvert에서 ThyssenKrupp AG의 압연기를 15억 달러에 인수하였다. 신일철주금과 합작 투자는 2014년 2월에 마무리되었다.
2013년 9월 세네갈 정부는 아르셀로미탈이 철광석 광산에 대한 업무를 중단한 후 22억 달러 규모의 거래를 폐지하기위한 국제 재판 전에 법원에 재판에서 승소하였다.
2014년 5월, 아르셀로미탈은 경제적 이익을 이유로 러시아에 대한 제재에 반대하였다.

## 회사구조 및 자회사
Lakshmi Mittal(미탈스틸의 소유주)은 회장 겸 CEO이다. 그의 가족은 회사의 주식지분 및 의결권의 40%를 소유하고 있다. 2016년 4월 초 30억 달러의 유상 증자끝에 2016년 4월 21일까지 회사는 에 규모 16,616백만 유로의 주식 3,665,710,869 주를 배분하였다.

### 본사
아르셀로미탈의 본사는 룩셈부르크에 있다. 이 건물은 Aceralia 및 Usinor와 합병되기 전에 Arbed의 본사였다.

### 종업원
2013년 12월 31일 현재 회사는 232,000여명의 직원을 고용하고 있으며 그 중 37%의 국적은 EU 회원국이며 나머지 16 %의 국적은 유럽 연합 (EU) 이외의 국가에서 17%는 아시아 국가, 16%는 북미 지역, 나머지는 남미와 중동 및 아프리카이다. 아르셀로미탈은 또한 룩셈부르크에서 가장 큰 개인 고용주이기도 하다. 2014년 초 룩셈부르크 국내에서 4,600명의 직원을 고용하였다.

## 주요 공장 위치
- Ispat International
  - Mittal Steel Company
    - International Steel Group
      - Bethlehem Steel
      - Republic Steel
      - LTV-Steel
      - Acme Steel
- Arcelor
  - Aceralia
  - Usinor
  - ARBED
- Aperam South America (2007-2011),  (Acesita)
- ArcelorMittal Aços Longos,  (Belgo-Mineira)
- ArcelorMittal Kryvyi Rih,
- Aktau, Temirtau,
- Ostrava,
- Katowice Steelworks,
- Tadeusz Sendzimir Steelworks,
- Hunedoara steel works,
- Galați steel works,
- El Hadjar Complex,
- Ouenza Mine,
- Dofasco,

### 합자회사(신일철주금)
- New Carlisle, Indiana, USA (built 1991)
- 예전 ThyssenKrupp Steel USA로 불린 앨라배마주 Calvert에 위치한 이 시설은 2014년 2월 신일철주금과 50/50 공동투자를 통해 15억 달러에 구입되었으며 AM/NS Calvert로 이름이 바뀌었다. 2007년에 시작된 녹지건설프로젝트는 2010년에 가동을 시작했으며 530만톤의 생산 능력을 보유하고 있으며 내부 시설은 핫 스트립 밀, 냉간 압연기 및 코팅 라인 4 개가 있다. 시설의 제품은 모회사인 아르셀로미탈을 통해 NAFTA지역에서 판매된다.[19]